# Хасс, Ганс
Ганс Хасс (нем. Hans Hass (Haß), полное имя Hans Heinrich Julius Hass; 1919—2013) — австрийский исследователь моря, учёный-биолог, пионер и автор инноваций дайвинга.

## Биография
Родился 23 января 1919 года в Вене в семье Ганса Хасса (Hans Haß) и его жены Меты Хасс (Margaretha Antonia Haß, урождённая Brausewetter).
Учился в венской гимназии Терезианум, которую окончил в 1937 году. Интерес к морской биологии у Ганса появился после поездки в 1937 году на французскую Ривьеру с подводной охотой и подводной фотографией.
В 1939 году он находился на островах Кюрасао и Бонайре Карибского моря (Нидерландские Антильские острова) со своими друзьями Альфредом фон Вурзианом (Alfred von Wurzian) и Йоргом Бёлером (Jörg Böhler), где снял свой первый фильм. С началом Второй мировой войны все трое вернулись в Германию. Из-за сосудистого заболевания ног (синдром Рейно) Ганс Хасс не был призван в вермахт. С осени 1940 года он работал в компании по производству документальных фильмов UFA — одном из центров киноиндустрии Третьего рейха, что дало ему статус unabkömmlich, спасший Ганса от военной службы до окончания войны. Хасс начал изучать в 1940 году зоологию, и в феврале 1944 года он получил докторскую степень по зоологии в Берлинском университете имени Гумбольдта за диссертацию о моллюсках. За это время он побывал на арендованном корабле в большой экспедиции в Грецию на Эгейском море и до конца войны занимался в основном завершением своего экспедиционного фильма.

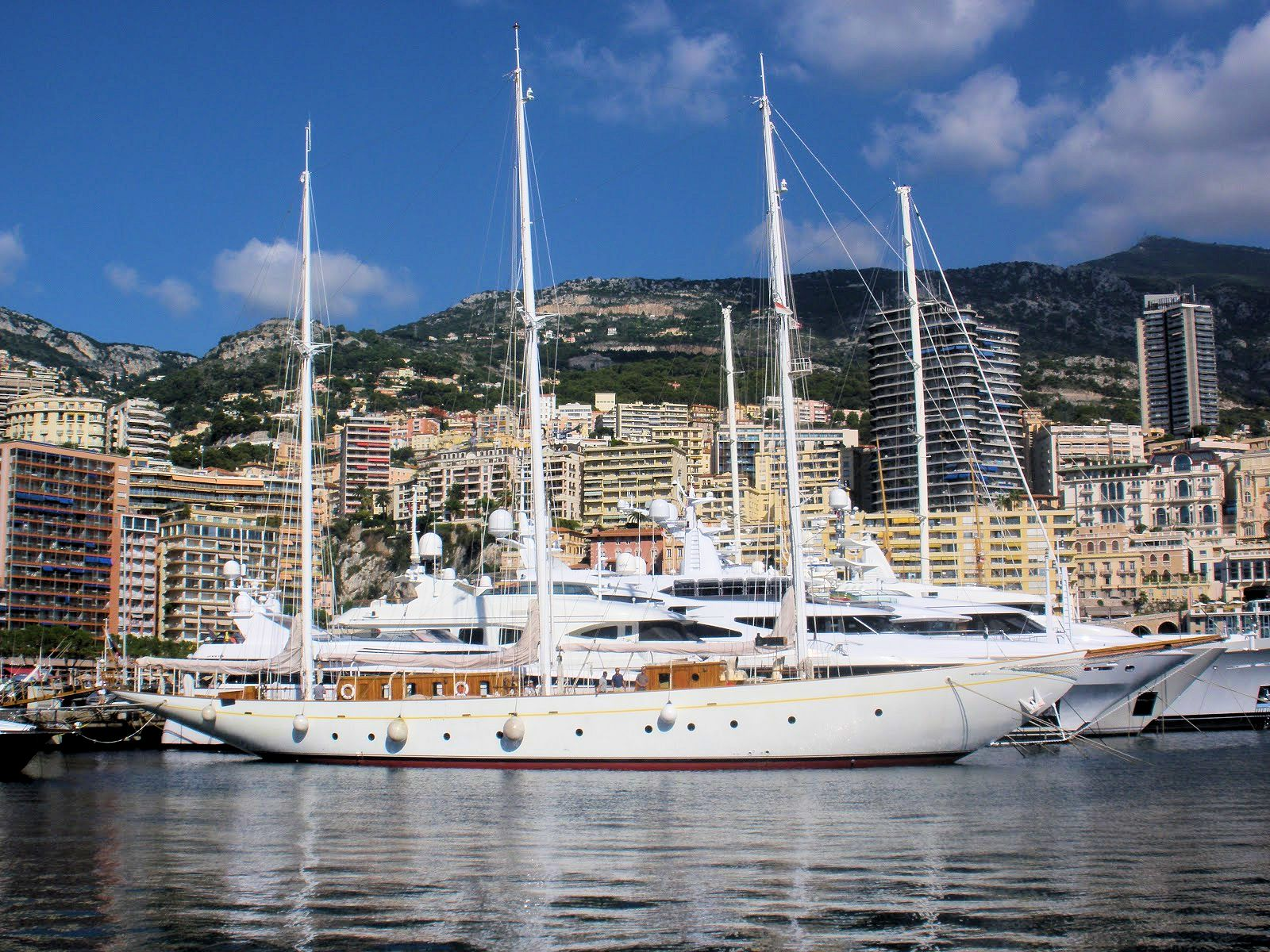
Xarifa schiff

После Второй мировой войны его исследовательский корабль был конфискован, Хасс обратился к антропологии и эволюционной биологии. Затем последовал контракт с Herzog-Film (Мюнхен) и Sascha-Film (Вена) и он совершил две экспедиции на корабле Xarifa на Красное море. После этого были экспедиции в Восточную Африку и Южную Азию. В 1970-х годах Ганс Хасс занимался экологическими и экономическими вопросами, в 1977 году получил звание профессора, будучи не связанным с работой в вузе. В 1983 году он начал многолетние исследования и проводил семинары по инстинктам морских хищников. В 1989 году он вернулся к экологическим проблемам.
В январе 2005 года он побывал на Мальдивах для исследования последствий цунами 2004 года. В январе 2007 года принял участие в круизе в Порт-Судан на северо-востоке Судана, где совершил погружения уже в преклонном возрасте. С апреля 2006 года он жил в Вене, где умер 16 июня 2013 года и был похоронен 22 июня 2013 года на Хитцингском кладбище. Часть своего имущества он завещал Музею естественной истории в Вене.
За свою многолетнюю деятельность Ганс Хасс был удостоен многих наград и званий, среди которых: золотая медаль Фотографического общества (Photographische Gesellschaft) в Вене (1950); почётный член Ассоциации немецких аквалангистов (Verband Deutscher Sporttaucher, 1974); премия Зала славы Cayman Islands International Scuba Diving Hall of Fame (2006); немецкая награда в сфере развлечений — DIVA.

### Личная жизнь
Дважды был женат:
1. На Ханнелоре Шрот[нем.] — с 30 июня 1945 года по апрель 1950 года; сын Ганс[нем.] (1946—2009) был актёром и музыкантом.
2. На Лотте Байерл[нем.] — с 29 ноября 1950 года; дочь Мета (Meta, род. 1957).

## Память

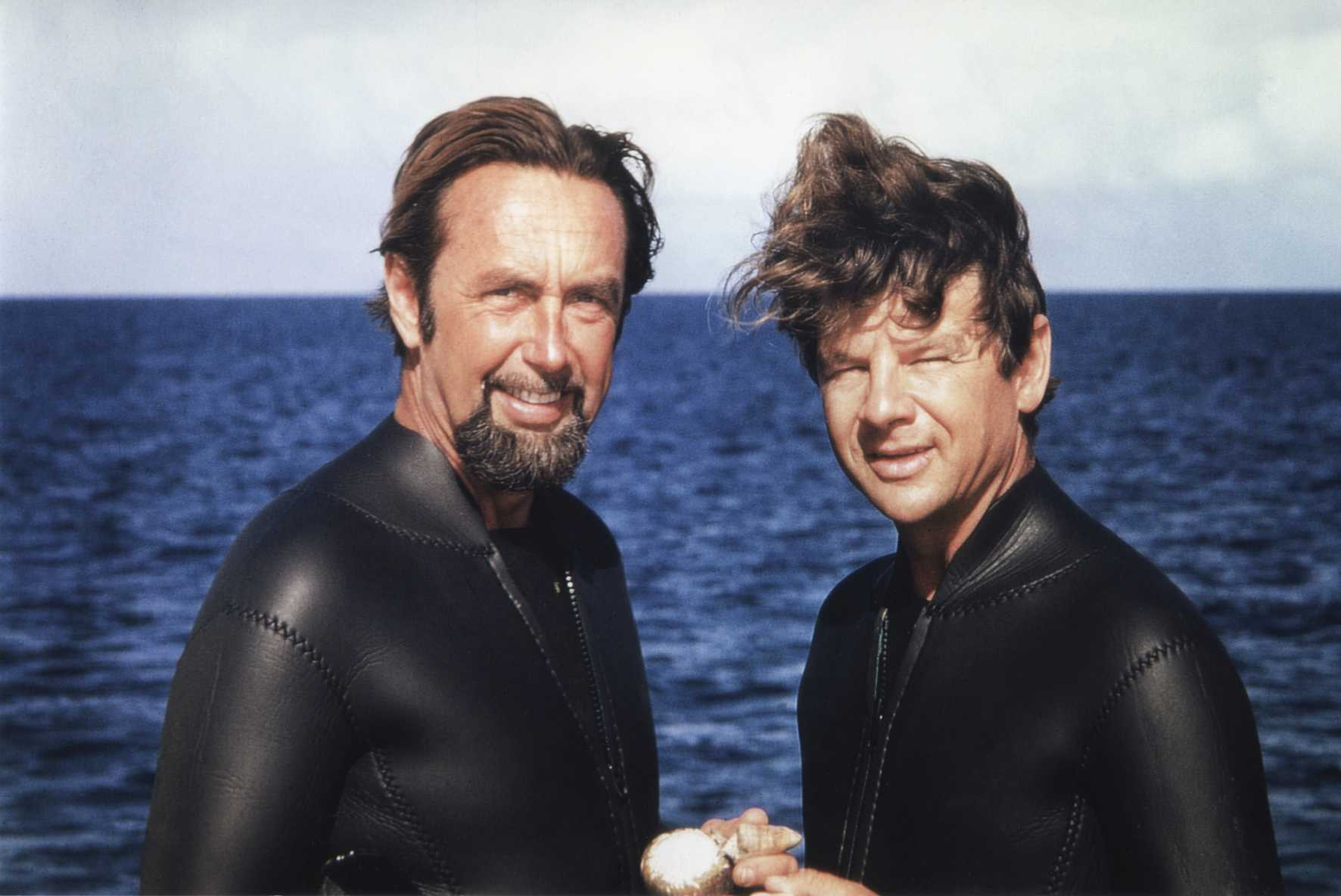
Ганс Хасс и Ирениус Эйбл-Эйбесфельдт, 1972 год

- Вольфганг Клаузевитц[нем.] и Ирениус Эйбл-Эйбесфельдт[нем.] назвали в 1959 году обнаруженный ими на Мальдивах вид угрей в честь его корабля Xarifa[нем.] — Xarifania hassi (позже этот вид был переименован в Heterocongrinae).
- Одно из мест для дайвинга на Мальдивах названо в 1995 году «Hans Hass Place».
- В 2002 году Общество исторического дайвинга[англ.] учредило премию Ганса Хасса.
- В 2018 году один из парков Вены назвали в его честь е окрестили «Hans-Hass-Park».